# Presa Grand Coulee
La presa Grand Coulee (en inglés Grand Coulee Dam) es una presa localizada en el río Columbia, Estado de Washington, Estados Unidos. Es la instalación de generación eléctrica que produce la mayor cantidad de energía de todos los Estados Unidos y la mayor estructura de hormigón del país. Cuando se completó en el año 1941, era la mayor estructura artificial jamás construida por el ser humano.
El pantano que forma se llama Lago Franklin Delano Roosevelt, cuyo nombre proviene del presidente de Estados Unidos que estaba en el cargo durante la concepción y construcción de la presa. Construida por el empresario Henry J. Kaiser, tiene cerca de un kilómetro y medio de largo y es más alta que la Gran Pirámide de Guiza. De hecho, todas las pirámides de Guiza podrían caber en la base de esta presa. Es dos veces más alta que las Cataratas del Niágara.[cita requerida]

## Historia

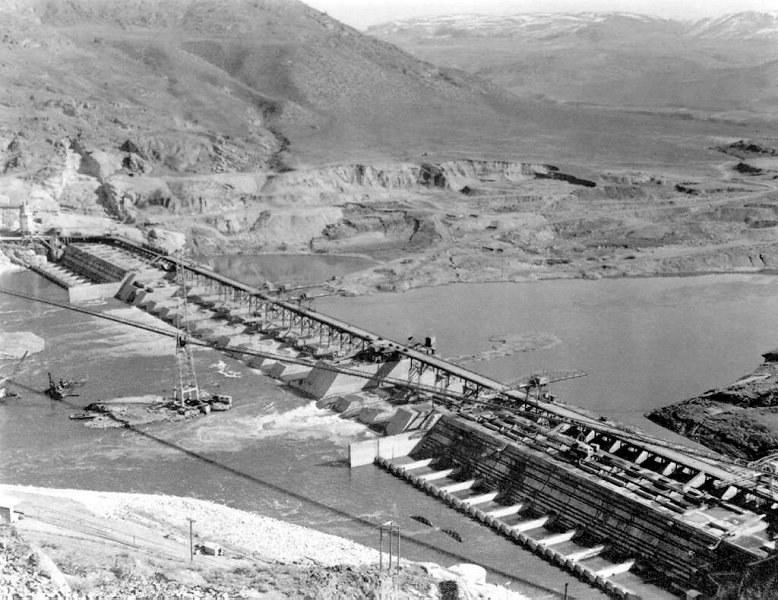
Construcción de la presa original. La sección izquierda se volaría a finales de los sesenta para dejar paso a la central eléctrica #3.

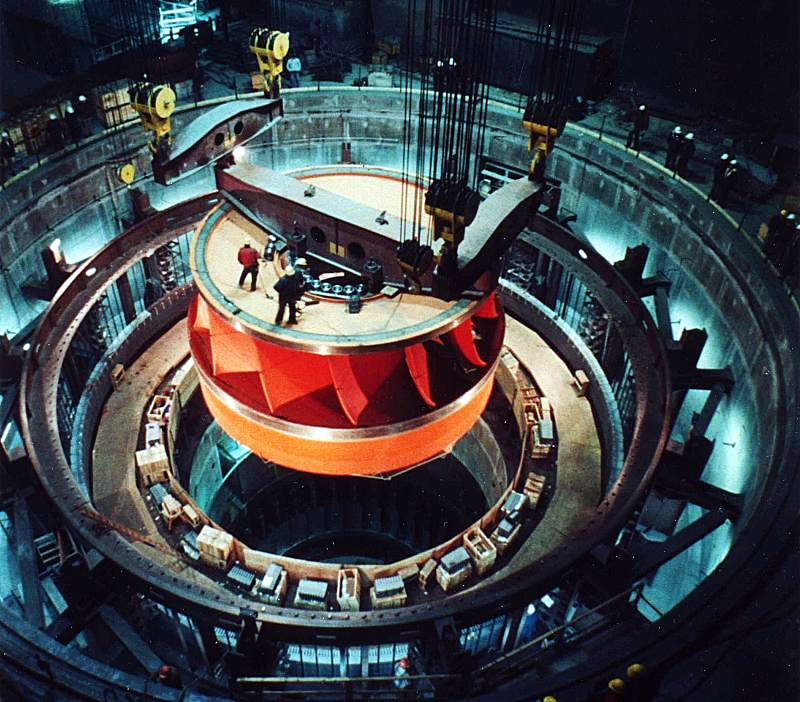
Instalación de una de las seis nuevas Turbina Francis en la central #3, de cerca de un millón de caballos de potencia.

La presa se construyó como parte del Columbia Basin Project (Proyecto de la Cuenca del Columbia) para la irrigación de áreas desérticas del Noroeste del Pacífico y también para la producción de electricidad. El acondicionamiento del lugar empezó en diciembre de 1933 como un proyecto de obras públicas y terminó hacia comienzos de la Segunda Guerra Mundial. El plan de construcción inicial preveía una presa más pequeña, aunque apta para ampliaciones posteriores. Durante las obras se cambió el diseño y se aumentó su altura, decisión que estuvo marcada por el hecho de que el pantano no debía extenderse más allá de la frontera canadiense.

### Construcción original
Durante la guerra, el objetivo principal de la construcción de la presa, la irrigación, se obvió en favor de la producción de energía eléctrica. Esta última hacía más falta porque era imprescindible para la fundición del aluminio y para alimentar los reactores de plutonio y las instalaciones nucleares de Hanford Site, que formaban parte del Proyecto Manhattan. La presa ocupó un lugar importante en la industrialización de la costa noroeste del Pacífico.
El uso de la presa para el riego se reanudó tras la guerra. Usando el Grand Coulee (un antiguo lecho fluvial a 200 metros sobre el nivel del río Columbia; da nombre a la presa) se fue construyendo una red de distribución de agua. Además, gracias a la construcción presas secundarias, sifones y canales, esta red mejoró hasta convertirse en una extensa red de suministro de agua. 
Las actividades de irrigación comenzaron en 1951.

### Expansión
Entre 1966 y 1974 la presa se expandió para añadir la central eléctrica #3, mediante la voladura de su lado noreste. Esta obra alargó la presa hasta los más de kilómetro y medio de largo y gracias a ella se dispuso del suficiente espacio para construir seis nuevos generadores: tres unidades de 600 MW y otras tres de 805 MW (que son de las mayores del mundo). Los trabajos de ampliación se completaron a principios de los ochenta y convirtieron a la Presa Gran Coulee en una de las mayores centrales hidroeléctricas del mundo.

### Consecuencias medioambientales
Aunque la presa tuvo muchas consecuencias positivas, también repercutió negativamente en las tribus nativas locales, cuya forma de vida tradicional giraba alrededor de la pesca del salmón. Tanto la presa Grand Coulee como la Chief Joseph han bloqueado el camino migratorio natural de los peces, causando su alejamiento de sus lugares habituales de desove. La tribu de los Colville vivía a orillas del río Columbia, y debido a la construcción de la presa, sus tierras se inundaron y fueron obligados a marcharse.[cita requerida] El gran impacto ambiental de la presa acabó con la forma de vida tradicional de los habitantes nativos, los cuales demandaron al gobierno por daños y perjuicios. Éste, al final, compensó a los indios Colville en los años 90 con una indemnización global de aproximadamente 52 millones de dólares.

### Visitar la presa
El centro de visitantes dispone de numerosas fotos históricas, muestras geológicas, modelos de turbinas y presas, e incluso un teatro. Desde 1989, se proyecta todas las tardes de verano un espectáculo con luces de láser en el muro de la presa, que muestran grandes imágenes de acorazados y de la Estatua de la Libertad, así como algunos comentarios sobre el medio ambiente. Se puede visitar la nueva central eléctrica #3, pero las visitas se han restringido por razones de seguridad. Los visitantes pueden montarse en un ascensor de cristal, hasta alcanzar una altura de 120 metros, para ver los generadores.

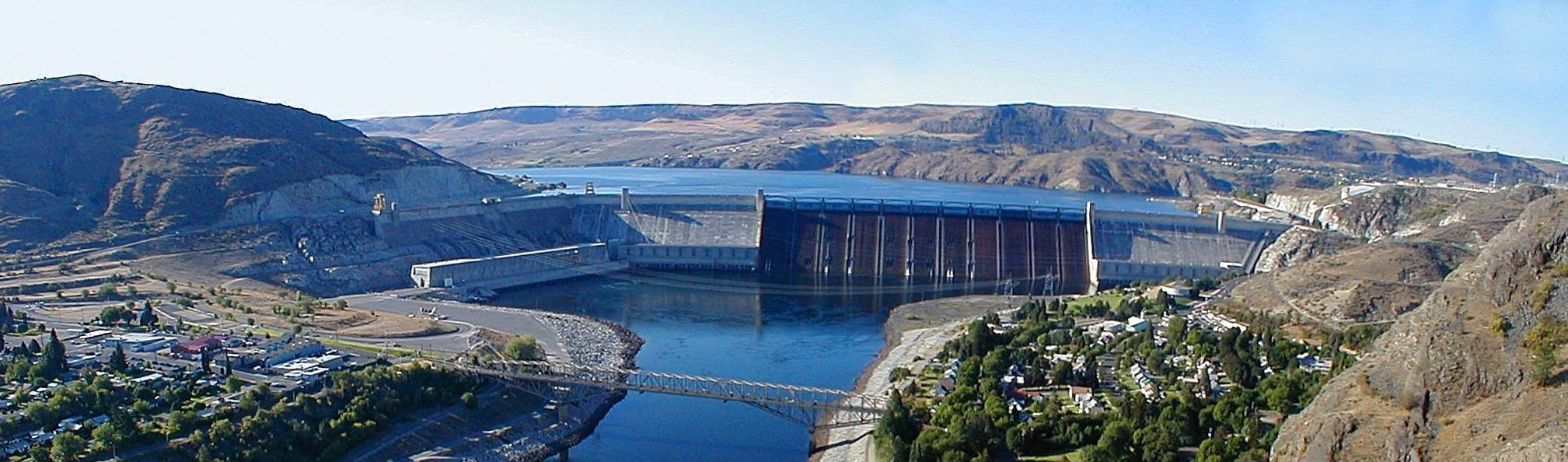
Vista panorámica de la presa, mirando al sureste. La central eléctrica número tres, que se encuentra abajo a la izquierda de la presa, es lo bastante grande como para albergar cinco campos de fútbol.

## Datos
- Altura hidráulica: 119 m
- Caudal medio: 3100 m³/s
- 3 centrales eléctricas, 27 generadores